# Velká Štáhle
Velká Štáhle (1869–1880 Velká Stohla, 1890 Velké Stáhle nebo Velká Štola; německy Gross Stohl) je obec v okrese Bruntál v Moravskoslezském kraji. Leží mezi Hrubým a Nízkým Jeseníkem, sedm kilometrů od města Rýmařov. Obec leží po obou stranách řeky Moravice těsně za soutokem s Podolským potokem. Obcí prochází železniční trať Rýmařov - Valšov, navazující na Olomouc - Opava. Velká Štáhle tvoří samostatnou obec a nemá místní části. Žije zde 317 obyvatel.

## Název
Původně (doloženo 1298) jméno vesnice znělo Stalsdorf ("ocelová ves" podle místní výroby oceli). Od 14. století se v němčině jméno užívalo bez druhé části -dorf (zápisy Stoel, Stoll a Stohl zachycující nářeční výslovnost), z čehož se vyvinulo i české jméno (vedle Štáhle se užívaly i varianty Stohla, Štola a Stáhle). Přívlastek Velká (doložen od 17. století) vznikl podle přívlastku sousední Malé Štáhle.

## Historie
První písemná zmínka o obci pochází z roku 1298. Velká Štáhle měla ve znaku tři klasy.

## Obyvatelstvo

### Vývoj počtu obyvatel
Počet obyvatel Velké Štáhle podle sčítání nebo jiných úředních záznamů:
| Rok            | 1869 | 1880 | 1890 | 1900 | 1910 | 1921 | 1930 | 1950 | 1961 | 1970 | 1980 | 1991 | 2001 | 2011 | 2021 |
| -------------- | ---- | ---- | ---- | ---- | ---- | ---- | ---- | ---- | ---- | ---- | ---- | ---- | ---- | ---- | ---- |
| Počet obyvatel | 727  | 703  | 686  | 669  | 880  | 722  | 743  | 612  | 507  | 474  | 379  | 329  | 334  | 342  | 316  |
| Počet domů     | 84   | 89   | 91   | 90   | 128  | 131  | 136  | 118  | 90   | 92   | 91   | 90   | 103  | 110  | 114  |

1. ↑  z toho: 2 Čechoslováci, 730 Němců; 717 řím. kat., 18 evang.
2. ↑  z toho: 270 Čechů, Moravanů a Slezanů, 53 Slováků, 1 Polák; 138 řím. kat., 2 čsl. hus., 1 evang., 133 bez vyzn.

Ve Velké Štáhli je evidováno 118 adres, vesměs čísla popisná (trvalé objekty). Při sčítání lidu roku 2001 zde bylo napočteno 103 domů, z toho 90 trvale obydlených.

## Obecní správa
Mezi lety 1869–1950 Velká Štáhle byla obcí v okrese Rýmařov. V letech 1961–1990 patřila jako část města k Břidličné a od 24. listopadu 1990 je opět samostatnou obcí.

### Obecní symboly
Znak a vlajka byly obci uděleny rozhodnutím předsedy Poslanecké sněmovny Parlamentu České republiky dne 4. června 1998.

## Pamětihodnosti
Dominantou obce je kostel Nejsvětejší Trojice z roku 1606, ve slohu pozdně gotickém, postavený Janem Kobylkou z Kobylího, pánem ze Sovince.
Dvě kapličky, památník válečným obětem, budova bývalé školy z roku 1909 postavená u 60. výročí vlády císaře Františka Josefa, mateřská škola - výstavná budova z roku 1898, původní budova nádraží z roku 1885, štola z období středověku. Památná tzv. českobratrská lípa.